# Kavaharazuka Takesi
Kavaharazuka Takesi (Szaitama prefektúra, 1975. február 1. –) japán labdarúgó.

## Strandlabdarúgó-világbajnokság
A japán válogatott tagjaként részt vett a 2005-ös, a 2006-os, a 2008-as, a 2009-es, a 2011-es és a 2013-as FIFA strandlabdarúgó-világbajnokságon.